# Aalsmeerder Veerhuis

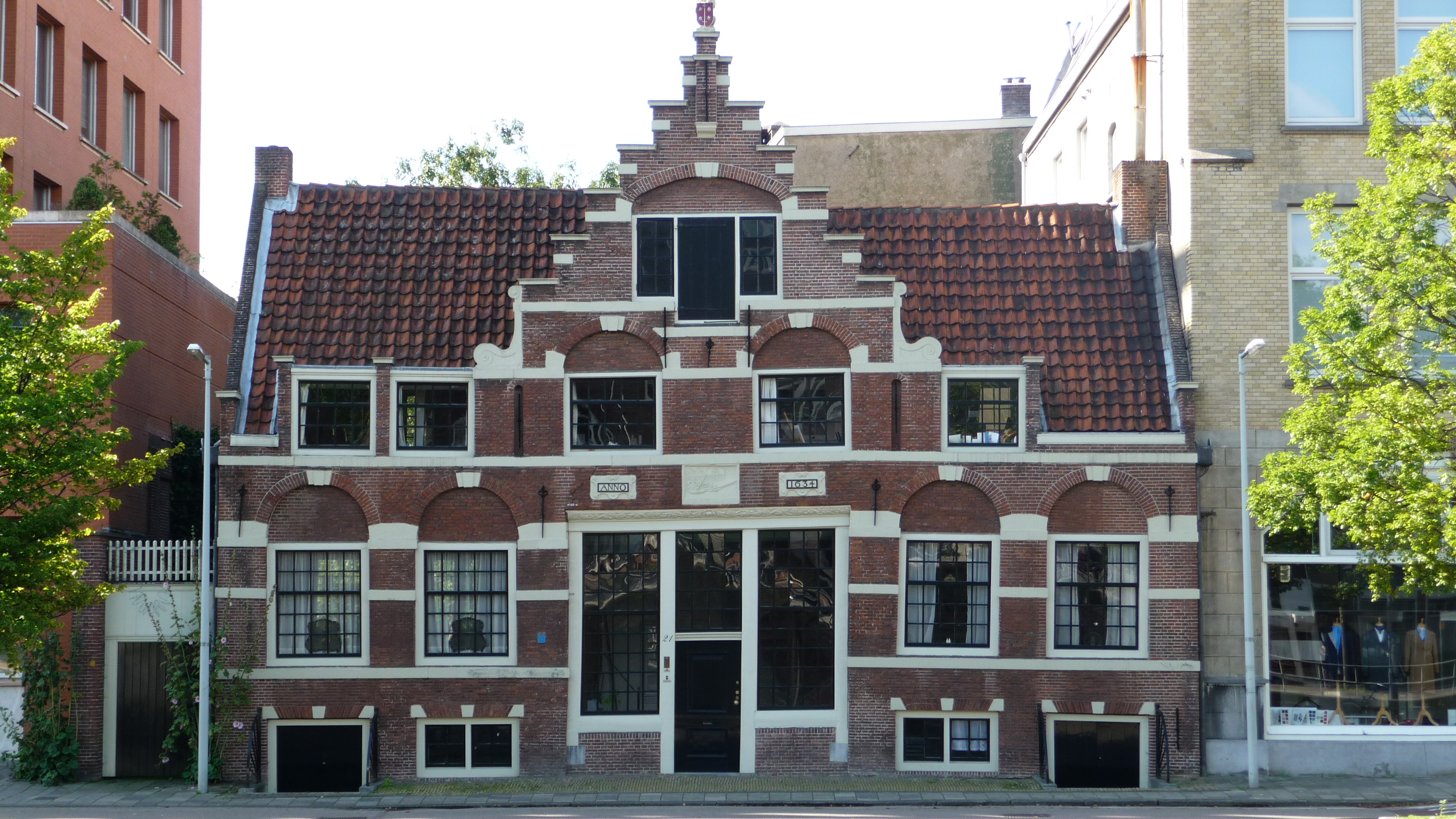
Het Aalsmeerder Veerhuis uit 1634 aan de Sloterkade.

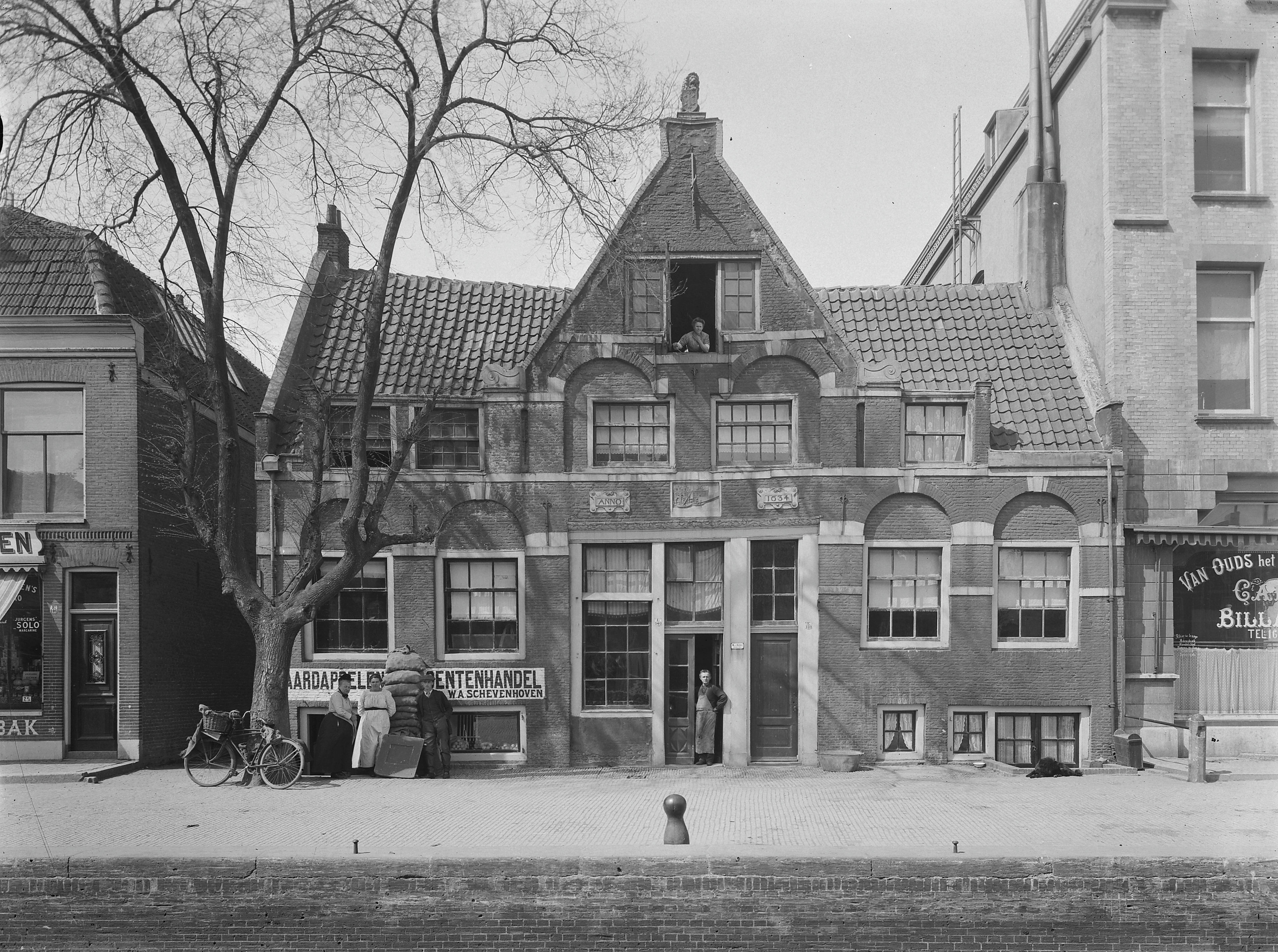
Het Aalsmeerder Veerhuis in het begin van de 20e eeuw, voor de restauratie.

Het Aalsmeerder Veerhuis, ook bekend onder de naam 'Herberg De Bonte Os', is een historisch pand uit 1634 aan de Sloterkade 21-22, toen nog in de voormalige gemeente Sloten en tegenwoordig Amsterdam-Zuid en een van de laatste overgebleven huizen van de vroegere Overtoomse Buurt.
Na de aanleg van de overtoom in de Schinkel in 1515 ontstond hier een levendige buurt met veel bedrijvigheid. Naast diverse ambachtslieden hadden ook herbergen een plaats in dit gebied buiten de muren, want wie te laat aankwam vond de poort gesloten en moest buiten de stad overnachten.
Een van de bekendste gebouwen was de herberg de 'Bonte Os' of het Aalsmeerder Veerhuis uit 1634, waar een gevelsteen op de voorgevel aan herinnert. Het gebouw bestaat uit een dwarshuis met voorhuis met aan beide zijden opkamers en een haaks hierop staande achtervleugel.
Van de bebouwing van voor 1921, toen dit gebied bij onderdeel was van de gemeente Sloten, resteren nog enkele kleine huisjes rond het behouden gebleven Aalsmeerder Veerhuis. Na een lange periode van verval werd dit monument in 1965 in oude glorie hersteld. Op 18 februari 1965 kwam de restauratie officieel gereed en werd het overgedragen aan de Vereniging Hendrick de Keyser. Het heeft een passende bestemming gekregen als zetel van de Stichting Diogenes. Ook de Vereniging Vrienden van de Amsterdamse Binnenstad houdt hier kantoor. Geurt Brinkgreve woonde tot zijn overlijden in 2005 op de bovenverdieping.

## Zie ook

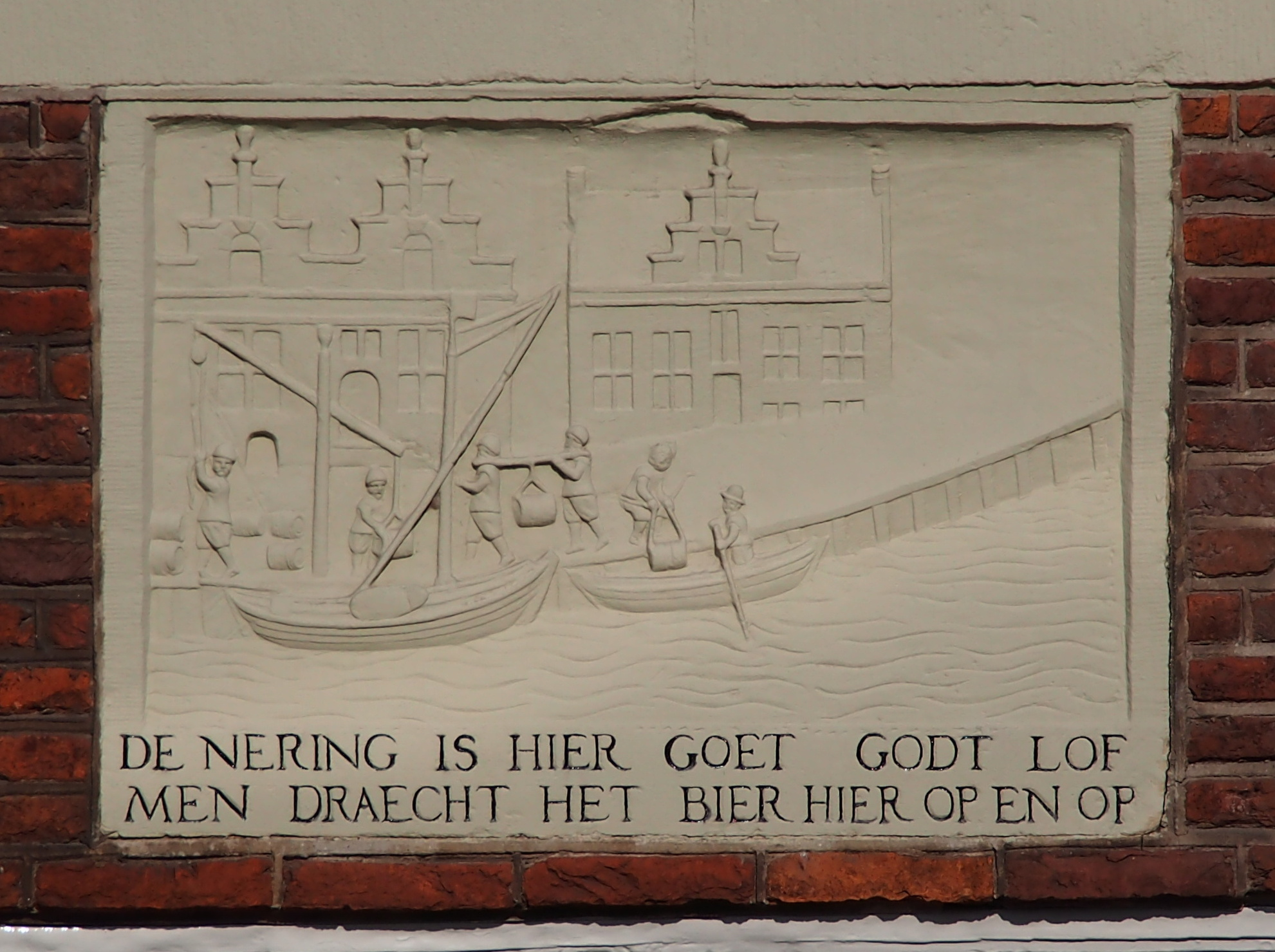
Tekst gevelsteen: De nering is hier goet Goft lof / Men draecht het bier hier op en op (mei 2014); op de achtergrond het veerhuis
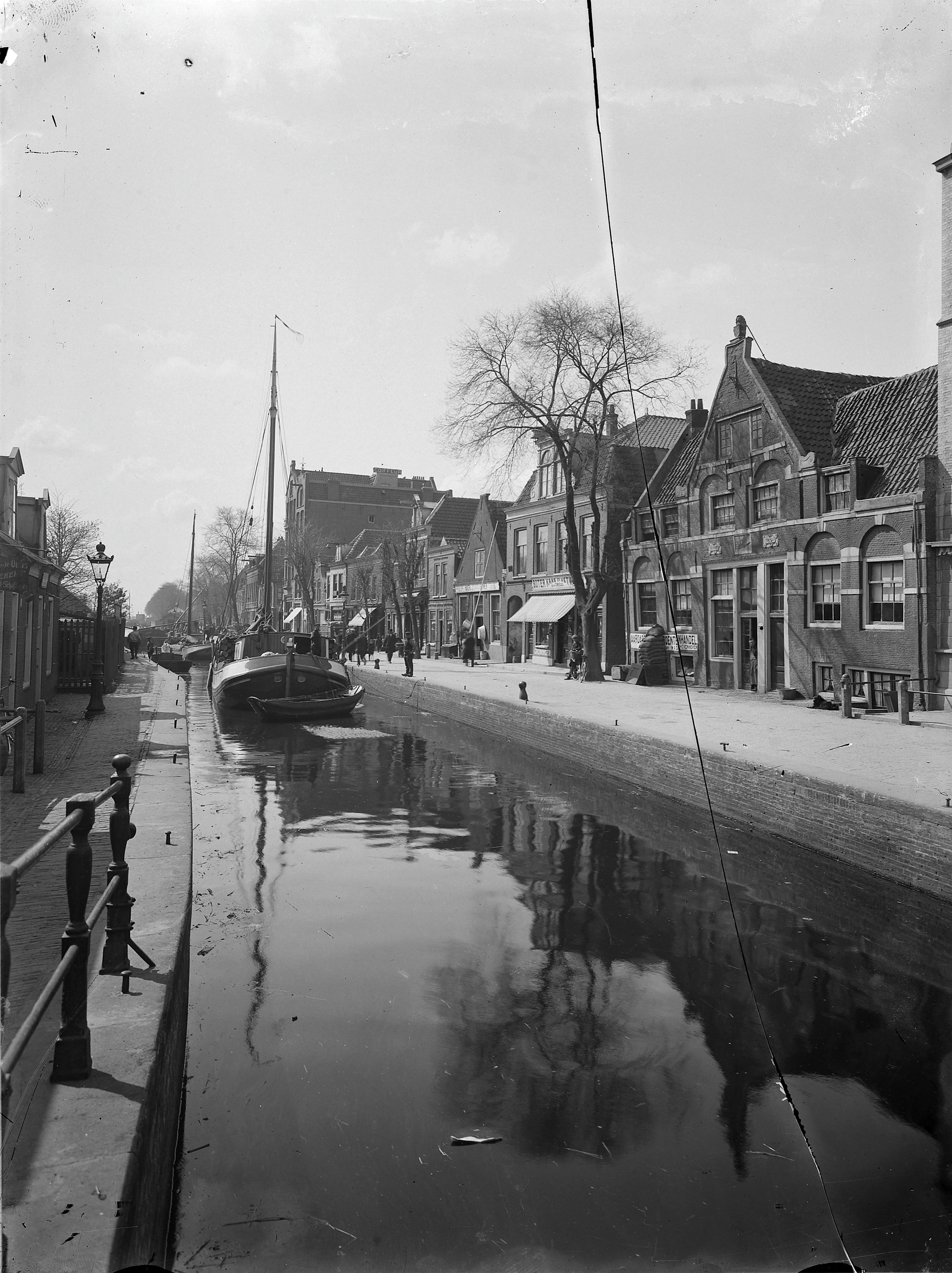
Zicht op de Overtoomse sluis en, rechts aan de Sloterkade, het Aalsmeerder Veerhuis; circa 1920.
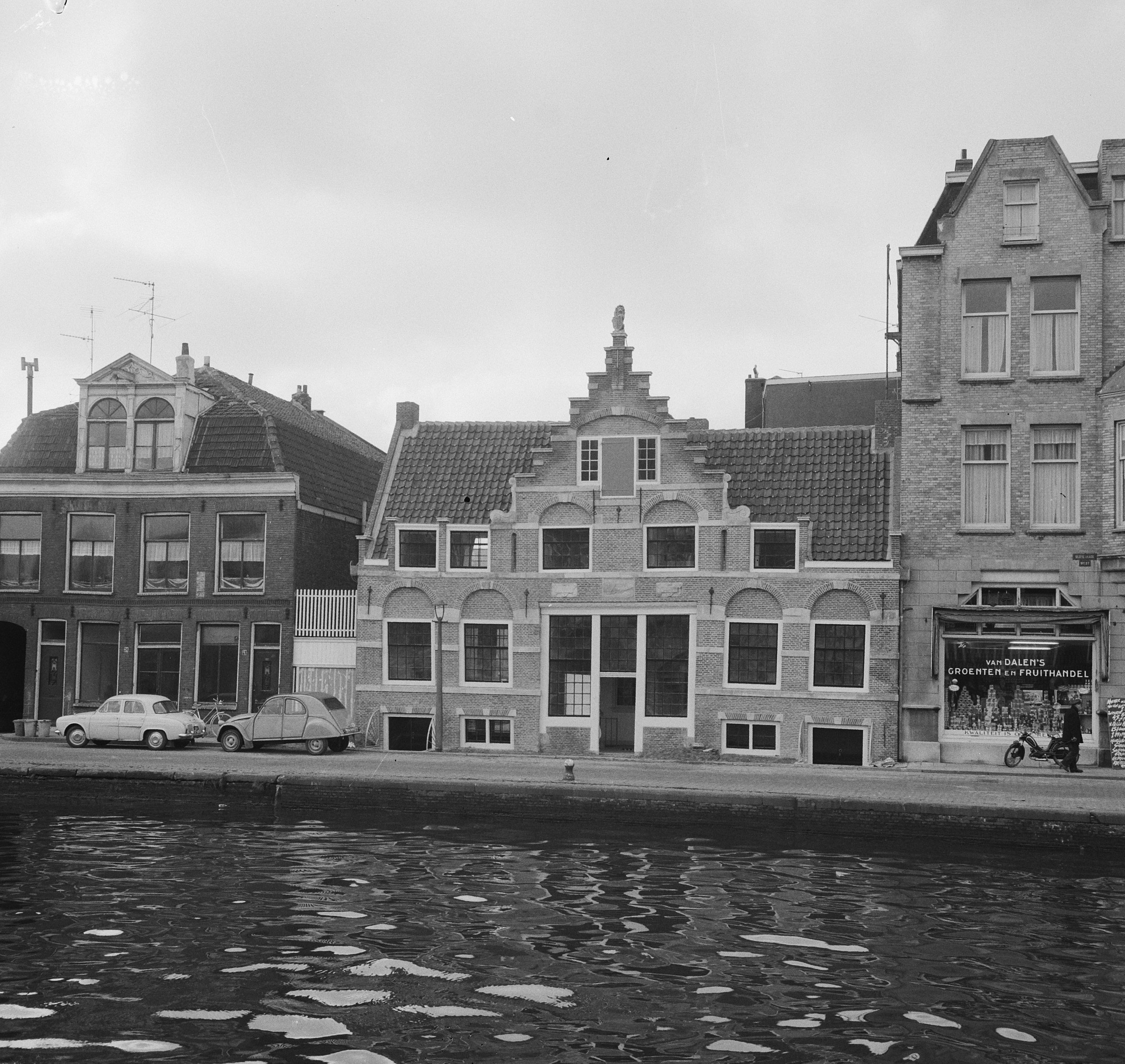
Aalsmeerder Veerhuis kort na de restauratie; 1965.
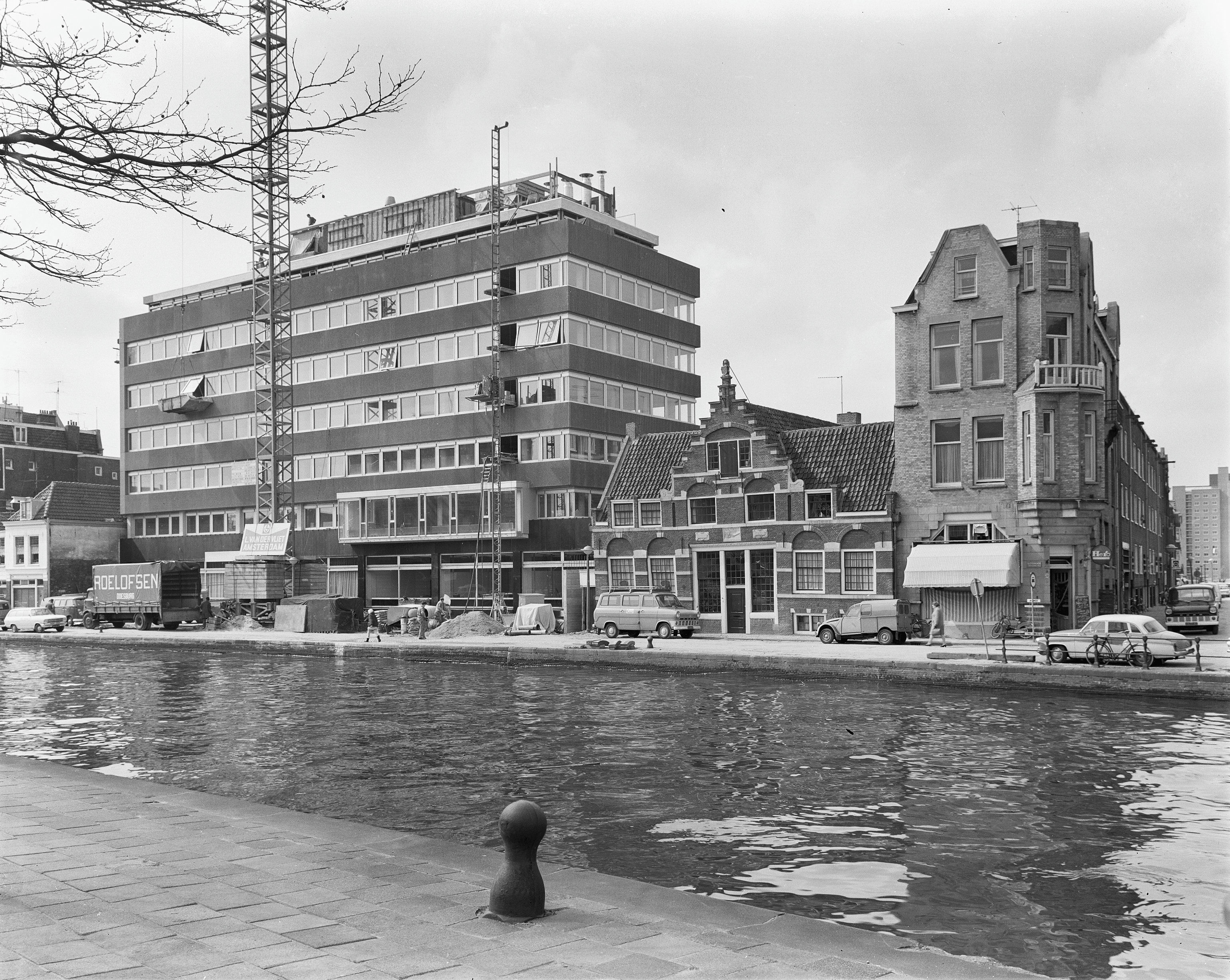
Het Aalsmeerder Veerhuis aan de Sloterkade wordt sinds de jaren zeventig overschaduwd door moderne hoogbouw van Bankgirocentrale.